# Сула (приток Печоры)
Су́ла — река в Ненецком автономном округе и Республике Коми, левый приток реки Печоры, впадает в рукав Борщёвый Шар. Длина реки — 353 км. Является 6-м по длине притоком Печоры и 3-м по длине левым притоком. Площадь бассейна — 10 400 км². Площадь поверхностного водосбора — 8 500 км². По данным государственного водного реестра России относится к Двинско-Печорскому бассейновому округу, водохозяйственный участок реки — Печора от водомерного поста Усть-Цильма и до устья, речной подбассейн реки — бассейны притоков Печоры ниже впадения Усы. Речной бассейн реки — Печора. Код объекта в государственном водном реестре — 03050300212103000082769.

## Этимология
Этимология окончательно неясна. Некоторые исследования связывают гидроним Сула с приб.-фин. sul(а) «талый», реже — с манс. сули «глина». С учётом того, что существует значительное количество водных объектов с таким названием или его вариантами (Сулуй, Сулонга и т. п.), попытка определить его этимологию при помощи прямого перевода может являться упрощением, а проблема происхождения верхних слоев севернорусской топонимии никогда окончательно не будет разрешена, поскольку отражает древние миграционные потоки, в том числе относящиеся и к досамодийскому времени. А. И. Шренк приводит в своём труде «Путешествие к северо-востоку Европейской России через тундры самоедов к северным Уральским горам, предпринятое по высочайшему повелению в 1837 году Александром Шренком», наряду с данным гидронимом, его  достаточно распространённый в первой половине XIX века самодийский вариант — Сойяга (Сойга, Союга), позволяющее предположить, что ещё относительно недавно современное названии реки являлось экзонимом. Часть исследователей полагает, что гидронимы Сула и Сойма (крупный левый приток Сулы) являются характерной для русского языка формой субстратной адаптации приб.-фин названий по модели женского рода и лексическим индикатором расположенности данных водных объектов на одном из самых ранних торговых путей в Сибирь от устья Северной Двины.

## Характеристика

### География

Бассейн Печоры

Сула берёт начало на возвышенности Косминский Камень, относящейся к Тиманскому кряжу. Исток расположен приблизительно в 8 км юго-западнее сопки Лодка (коми Пыжмыльк). Первые 252 км протекает по ненаселённой местности. Последующие 101 км — по малонаселённой. От истока некоторое время течёт в южном направлении, образуя небольшое проточно-русловое озеро Сульское, однако ниже впадения правого притока Сульская Виска поворачивает на восток, пересекая Тиманский кряж, и придерживается в целом широтного направления последующие 200 км. На протяжении 45 км (между устьем Верхней Каменки и устьем Щучьей) Сула граничит с природным парком «Северный Тиман». Последние 57 км, ниже впадения небольшого правого притока Голая, Сула является естественной границей между Усть-Цилемским районом Республики Коми и Заполярным районом Ненецкого автономного округа. Впадает в протоку Печоры Борщёвый Шар несколькими километрами выше села Великовисочное. В Сулу впадает 181 водоток длиной менее 10 км, общая их длина — 501 км. Крупнейшие притоки: Щучья, Сойма (левые); Большая Пула, Большая Янгыта (правые).

### Гидрология
Основным источником питания реки являются талые воды, более половины годового стока река сбрасывает весной в период половодья. Большая роль в питании принадлежит атмосферным осадкам. Регулятором питания водотоков служат воды многочисленных болот, а также подземные воды. Половодье в мае — июне, летом паводки. Среднегодовой расход воды в 101 км от устья (водомерный пост в селе Коткино) — около 92 м³/с. Средняя минерализация воды в реке — 134 мг/л. Воды верховьев реки низкоминерализованные, слабощелочные, с незначительным содержанием органического вещества. По химическому составу их следует относить к гидрокарбонатному классу и кальциевой группе.
Замерзает в октябре — ноябре, вскрывается в мае — июне. Актуальная информация о ледовой обстановке публикуется регулярно пресс-службой администрации НАО на основе данных Объединённой гидрометеорологической станции «Нарьян-Мар». Дождевые паводки летом обычно одиночные, осенью проходят серии. Вызываемые ими подъёмы уровня воды значительно ниже весенних, но в отдельные годы маловодного половодья могут превышать весенние подъёмы. Продолжительность летних паводков 1—2 недели, осенних — до месяца и более. Скорость течения Сулы по картографическим данным — 0,3—0,6 м/с. Падение реки от первой отметки уреза воды на карте — 145,6 м.

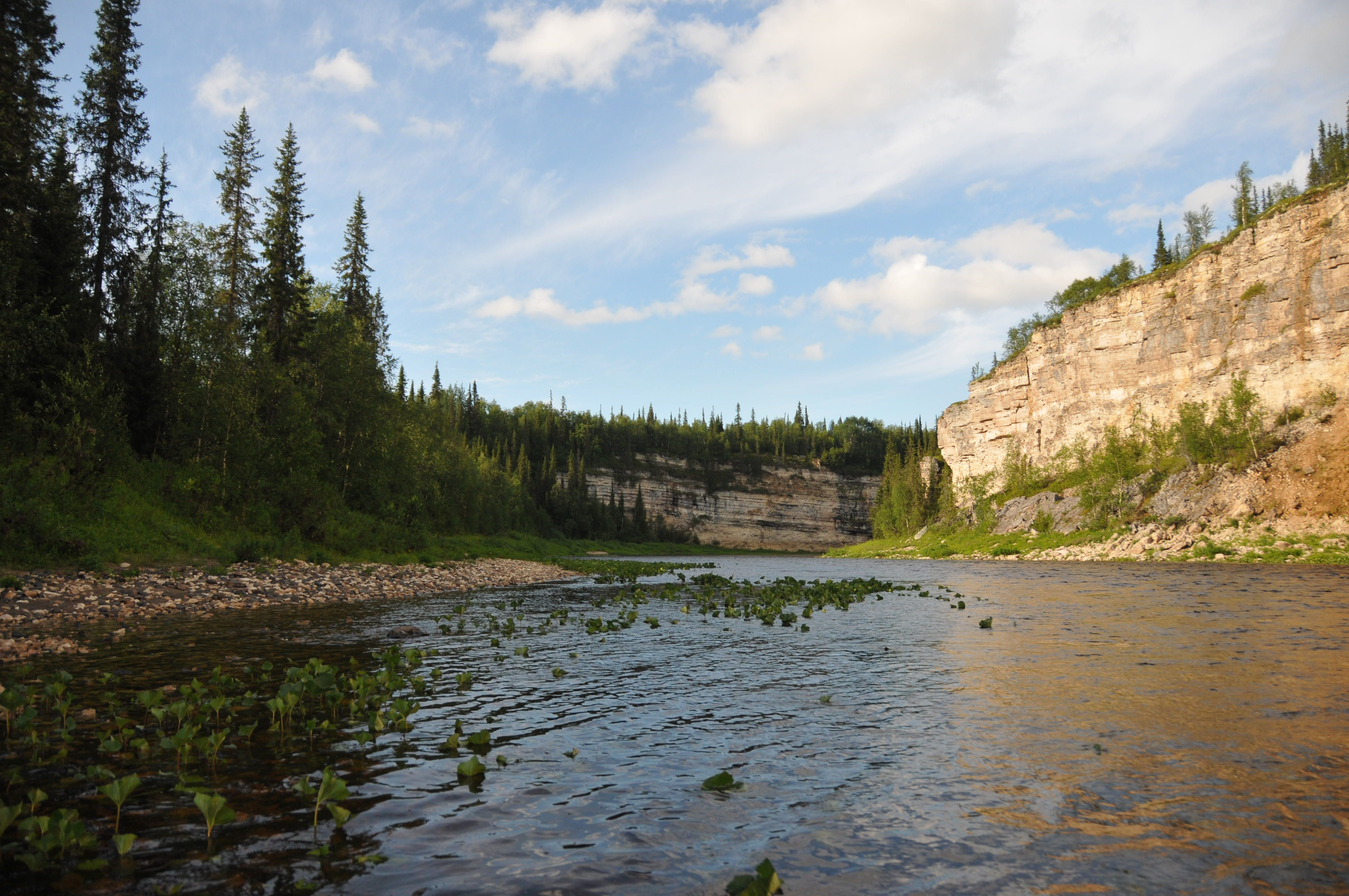
Каньон выше слияния с Малой Янгытой. Видна неоднородная структура пластов песчаников
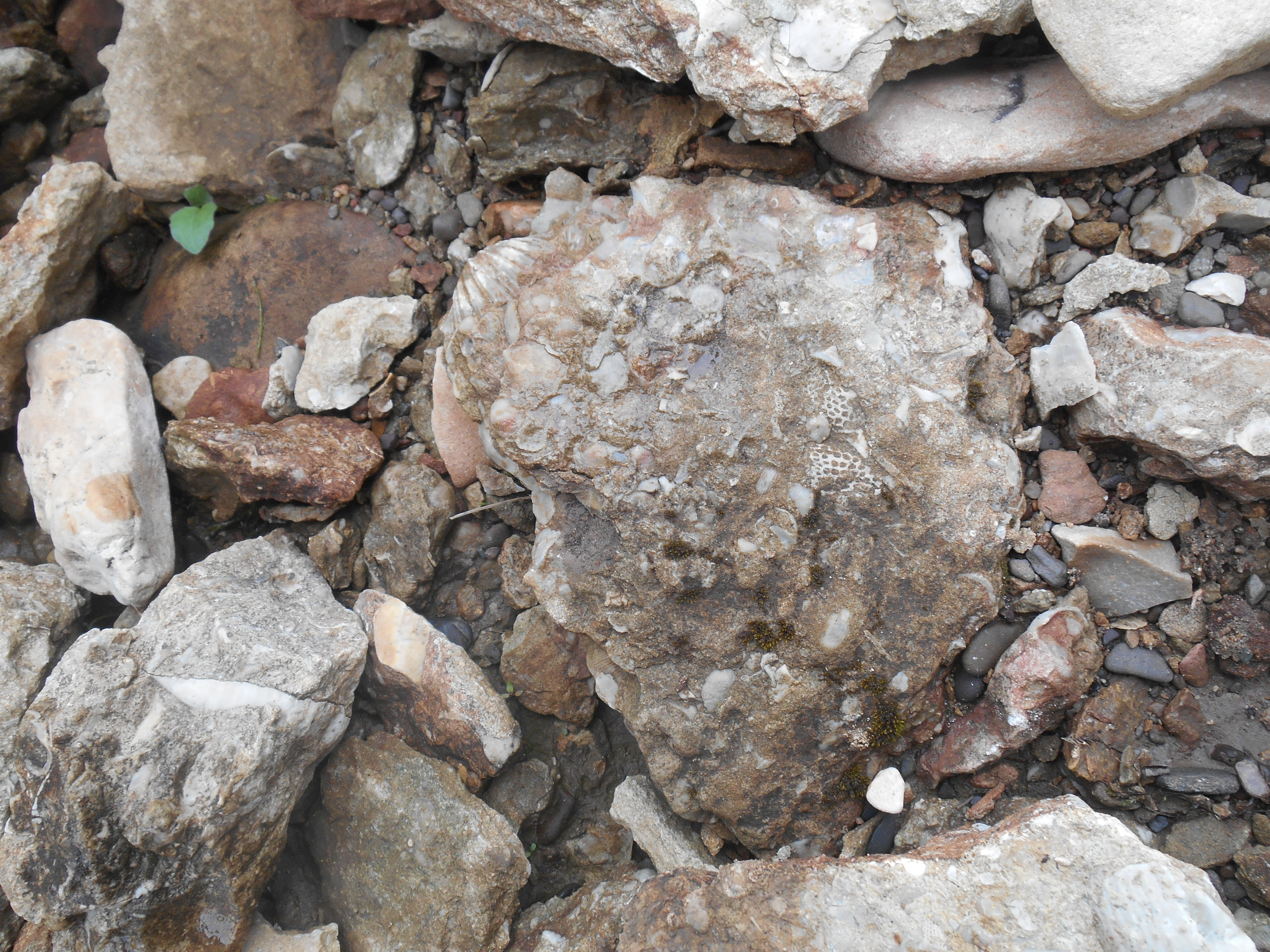
Типичные для Сулы фоссилии
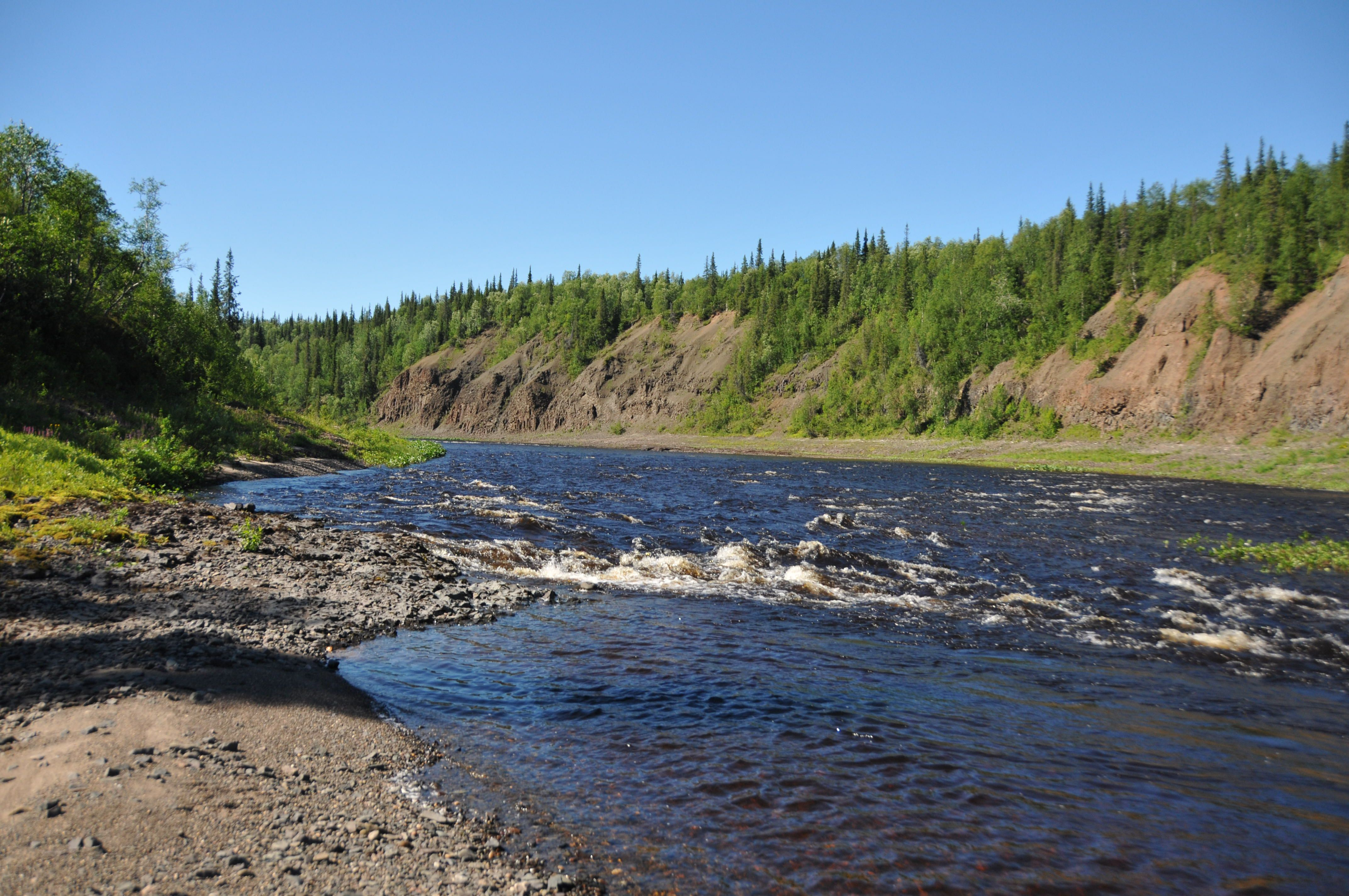
Шивера на Суле
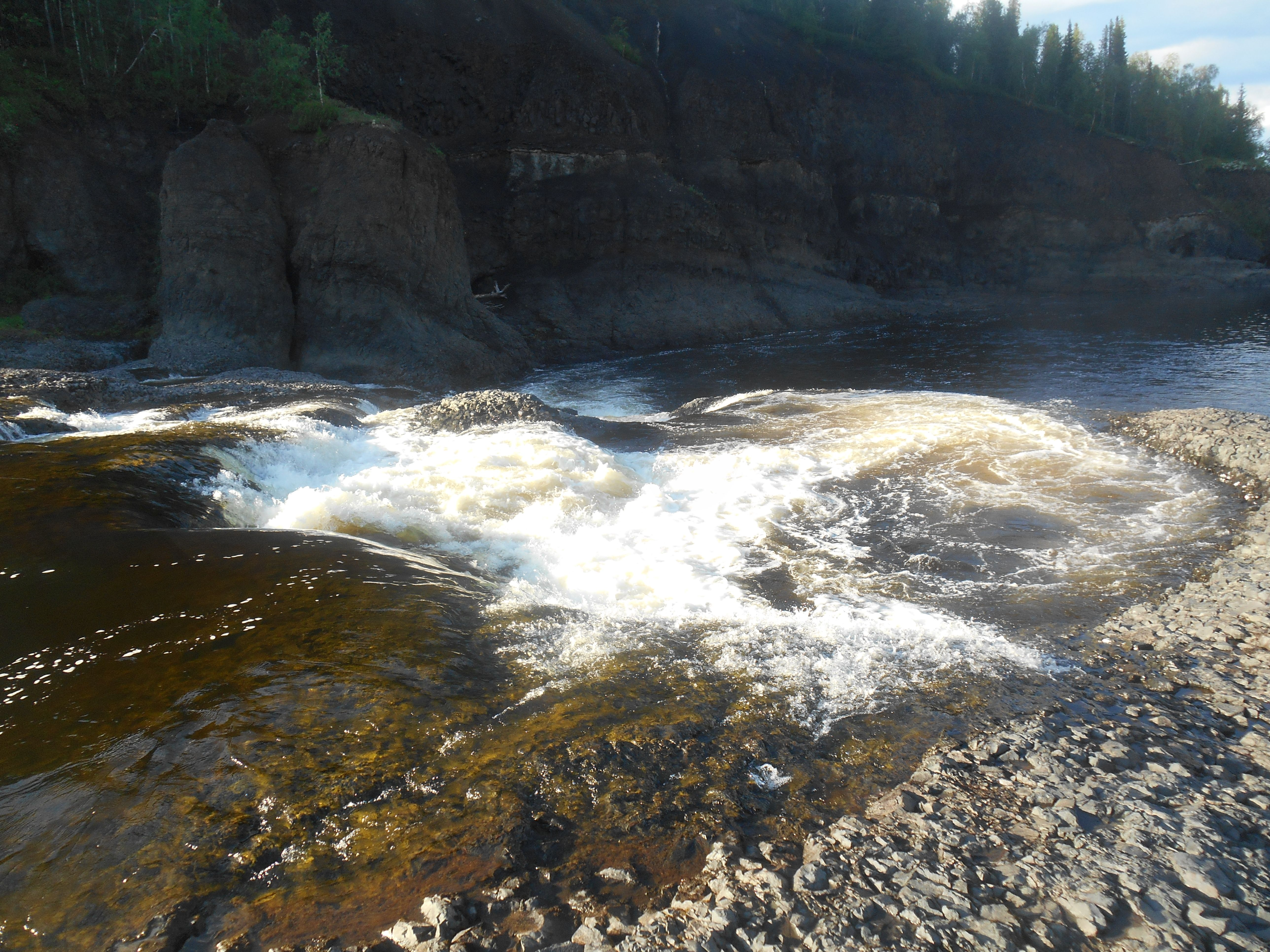
Порог Падун в низкую воду. Справа отчётливо видно, что река вскрыла эффузивные породы

Река в части своего течения прорезает верхнедевонские известняки с характерными для Тимана фоссилиями, указывающими на наличие комплекса осадочных пород, сформировавшихся в условиях длительного существования обширной сублиторальной дельтовой равнины северо-востока Лавразии. Сула имеет отчётливое строение долины с выраженными речными террасами лишь в своём нижнем течении, где хорошо различаются четыре террасы: I терраса (пойма) — высота над уровнем реки 6—7 м, ширина до 0,5 км; II терраса — высота 8—11 м, ширина до нескольких километров; III терраса — высота 16—18 м при ширине 0,5—4,0 км; IV терраса — высота 26—31 м. Пойменная фация развита не повсеместно, главным образом она встречается на расширениях речной долины, например в районе впадения крупного левого притока — Соймы. Русловой аллювий представлен грубыми песчано-галечными отложениями, как правило с наносами детрита. Реже плотными суглинками, по виду напоминающие моренные отложения. Прирусловые отмели — песками различной крупности с примесью гравия и гальки. В месте впадения Щучьей и выше Сула пересекает Каменноугольную гряду (нен. Памбой) и хребты Чайцынский Камень и Тиманский Камень (нен. Пай), вскрывая базальты и образуя выраженные порожистые участки, наиболее известным из которых является каньонный участок, расположенный ниже впадения левого притока — реки Нижняя Каменка. На выходе из каньона расположен порог водопадного типа — Падун. За участком реки в каньоне закрепилось неофициальное название «Агатовый порог» из-за обнаруженных там жеодов агатов и халцедонов. Месторождения агатов на Суле связаны с покровами базальтов верхнего девона, широко распространёнными в осевой части Тиманского горстантиклинория и прослеживающимися в меридиональном направлении до Ухтинского грабена. Продолжения хребтов Каменноугольная гряда, Чайцынский Камень и Тиманский Камень на правом берегу Сулы называются Щепины горы, Катагарские сопки и Хайминский Камень соответственно.

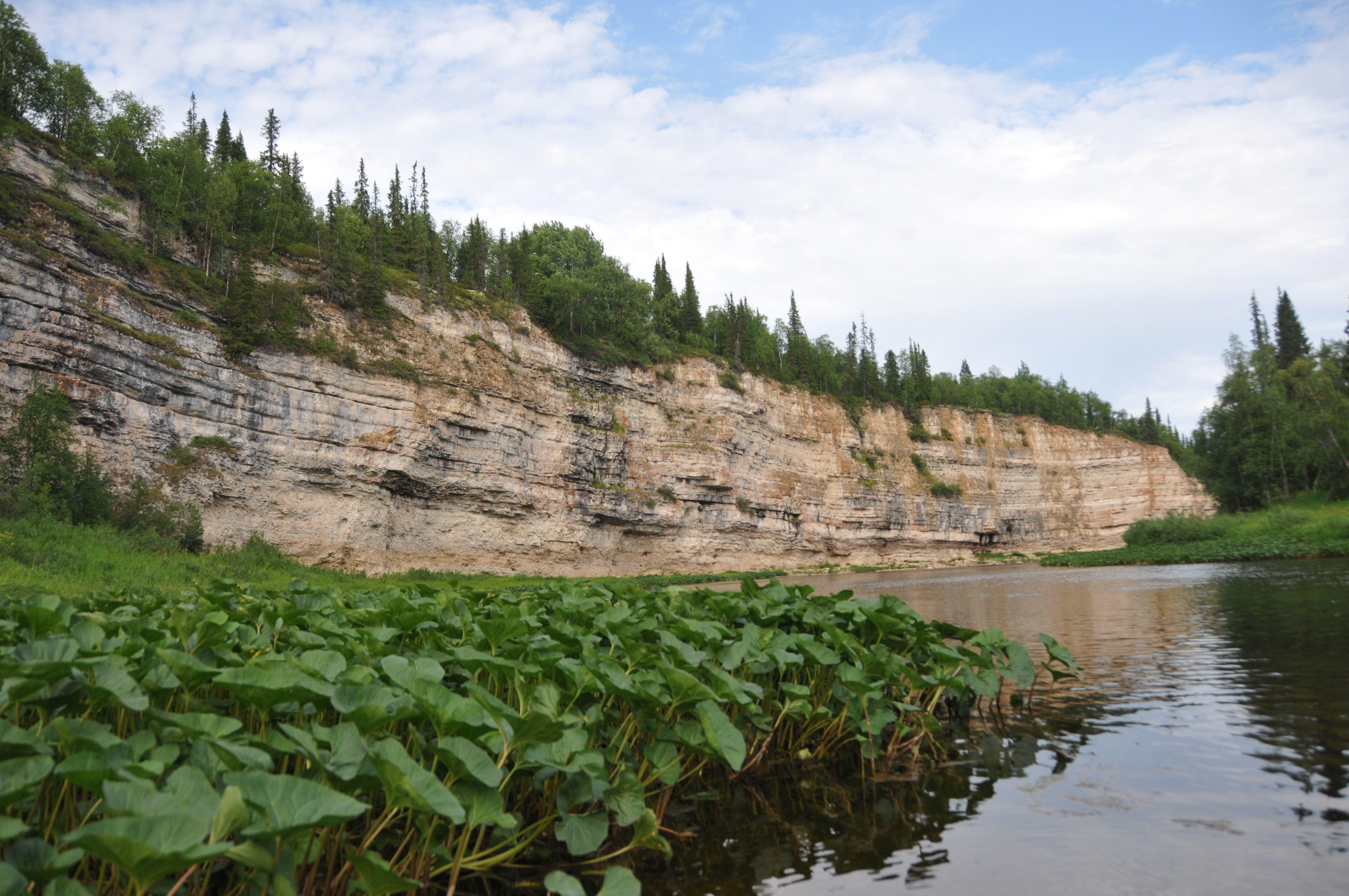
Заросли белокопытника в каньоне Сулы выше впадения Малой Янгыты
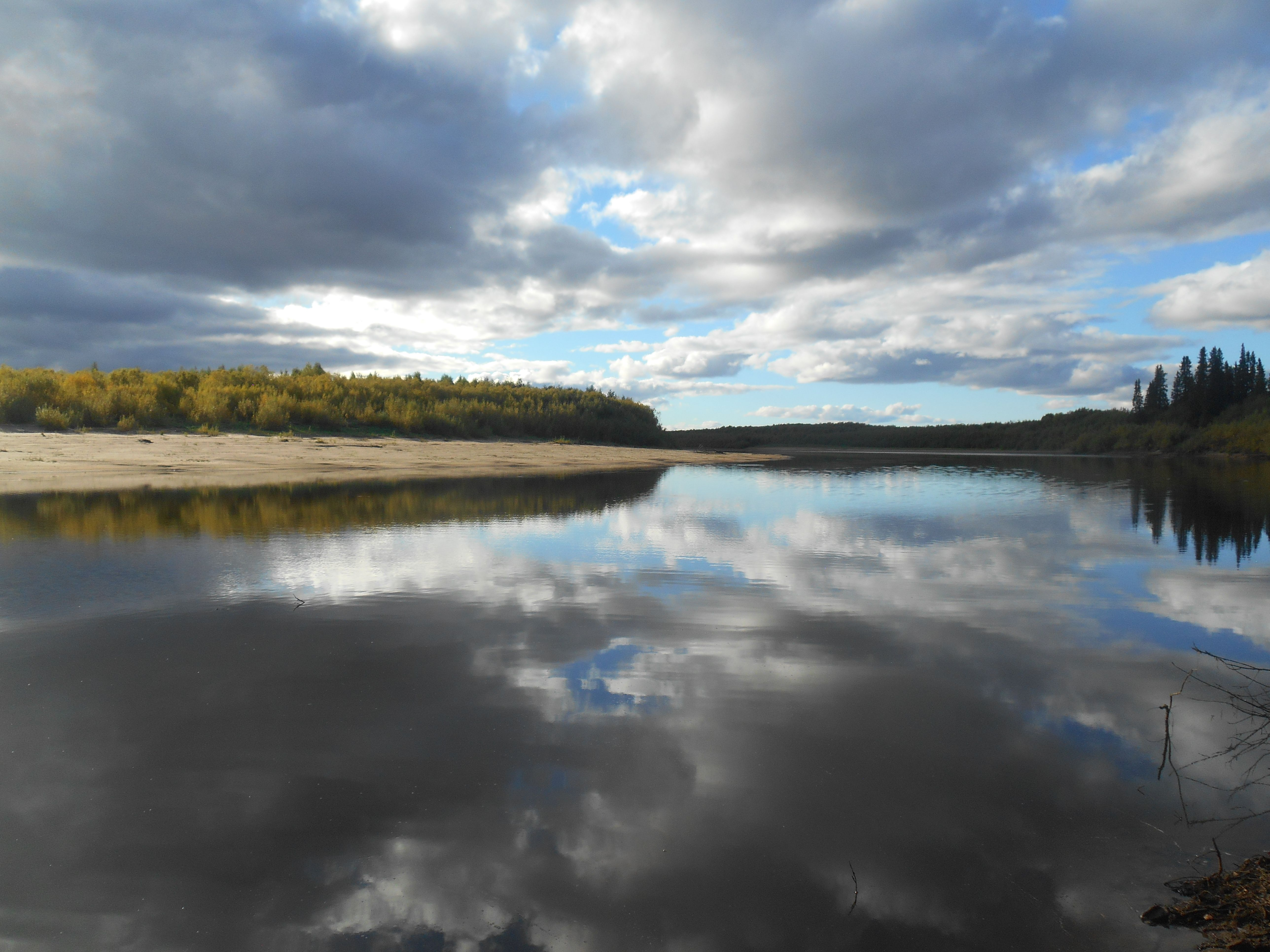
Плёс напротив урочища Гусенцы. Глубина реки здесь достигает нескольких метров
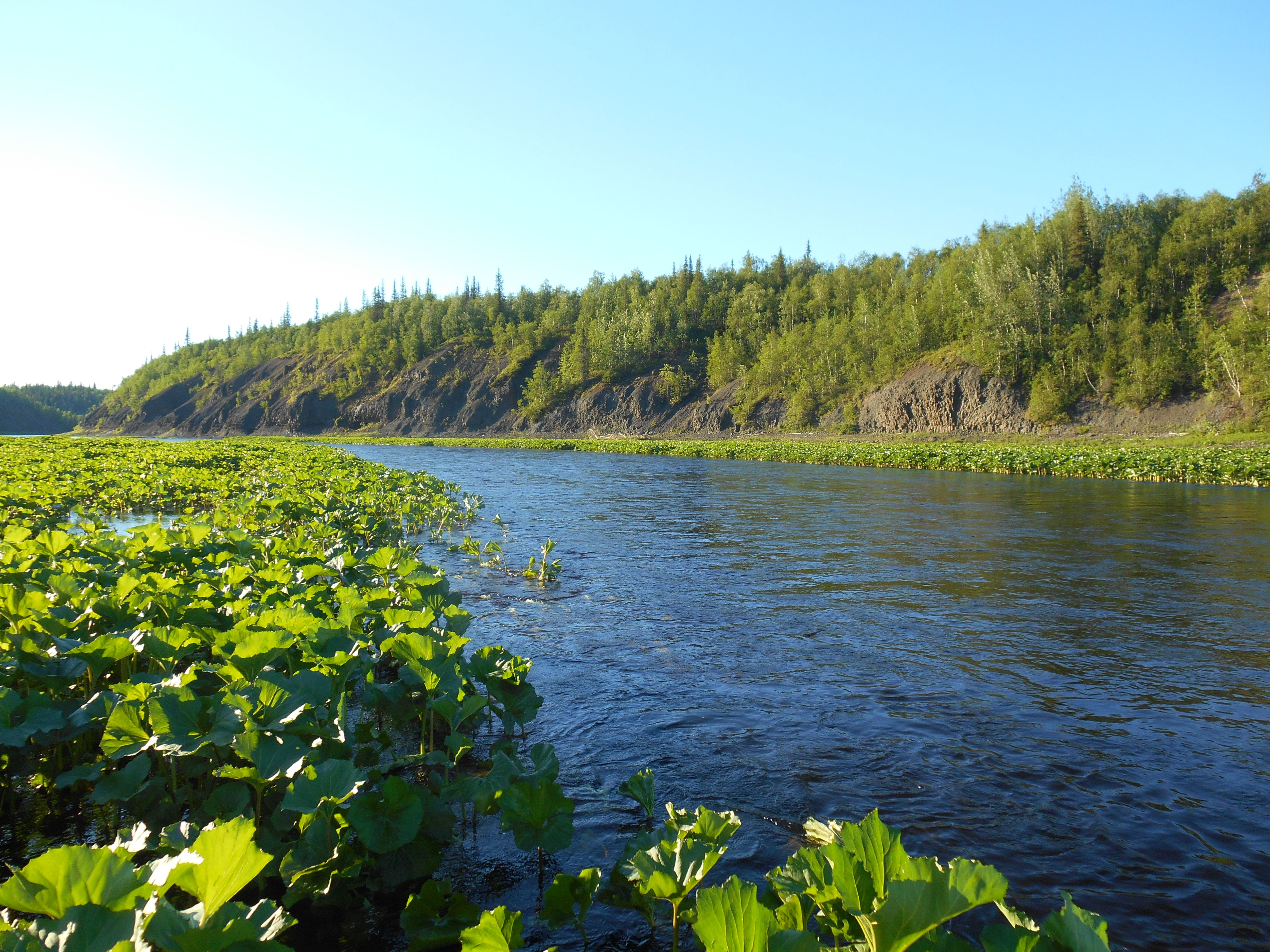
Левый берег Сулы выше Агатового каньона характерен обнажениями магматических пород и древостоями с преобладанием берёзы Черепанова
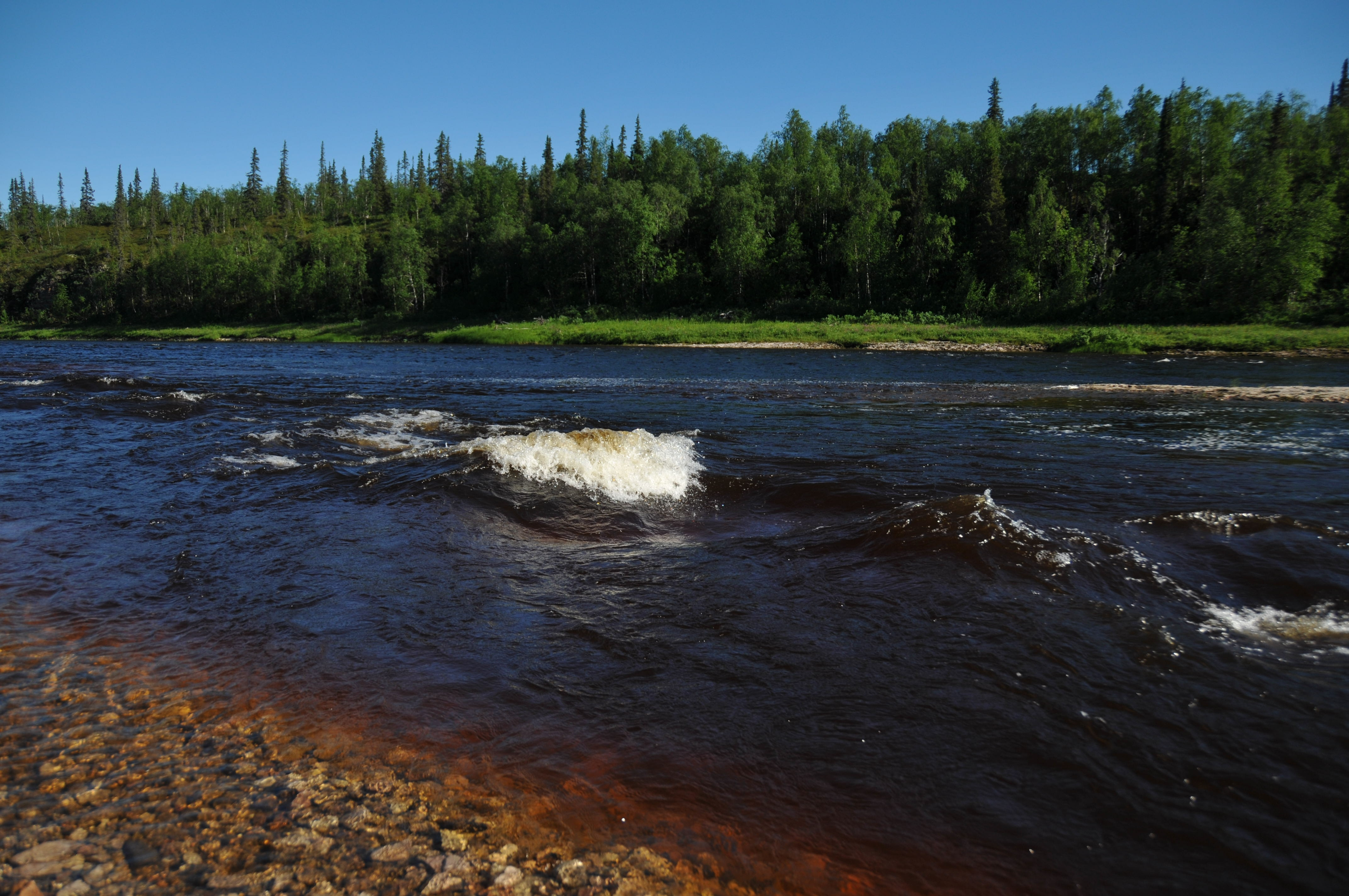
Слияние рек Щучья и Сула

### Климат
Сула протекает, согласно климатическому районированию Ненецкого автономного округа, в западном подрайоне субарктического климатического района на удалении от 50 до 150 км от берега Баренцева моря. Это является существенным климатообразующим фактором, поскольку вдоль побережья проходит ветвь теплого Нордкапского течения, усиливая морские черты климата тундры. Значительная часть бассейна реки расположена в области интенсивной циркуляции воздуха и переувлажнения, что типично для всей территории Тиманской и Малоземельской тундр. Зимой преобладают юго-западные и отчасти южные ветры, дующие с материка, где в это время года холоднее, чем на море, и, следовательно, барический градиент направлен к морю. Летом господствуют морские ветры, т. е. северо-восточные, северные и северо-западные. Таким образом, смена летних и зимних ветров имеет муссонный характер. К летним месяцам относятся июль и август; в конце августа на Суле уже заметен довольно быстрый переход к осени, а ночные температуры могут быть отрицательными. Наиболее холодный месяц, как правило, январь.

### Флора и фауна
Берега реки в непосредственной близости от уреза воды, за исключением каньонных участков и уступов террас с обнажениями горных пород, покрыты полосой ивняка, достигающей в пределах русла уровня летней межени. Надпойменные террасы реки характеризуются растительностью в виде смешанного леса, как правило, с преобладанием темнохвойных пород, который может сменяться берёзовым криволесьем. Светлохвойные породы на Суле встречаются только в районе урочища Гусенцы, где ландшафт приобретает таёжный характер. Наличие характерной для тайги растительности по берегам Сулы, протекающей выше Северного полярного круга, обусловлено мезоклиматом долины реки, который позволил бореальным элементам флоры проникнуть глубоко в тундру и избежать последующей деградации в суббореальный и субатлантический периоды. За пределами речной долины ландшафт меняется на тундровый и лесотундровый. К типичным растениям, покрывающим берега Сулы в среднем и верхнем течении, можно отнести также белокопытник холодный, образующий широкие полосы вдоль берегов реки, которые достигают участков русла с довольно быстрым течением и глубинами до 0,7 м. Наряду с ивняком, белокопытник выполняет не только важные кольматирующие функции, но и руслообразующие — за счёт гидродинамического влияния на поток. Среди травостоев заливных, пойменных лугов преобладают злаки, главным образом лисохвост луговой, мятлик луговой, костер безостый. Близ уреза воды часты осоки. Из редких видов растительности, произрастающих в бассейне Сулы, следует отметить кизильник одноцветковый, пион уклоняющийся, истод горьковатый.

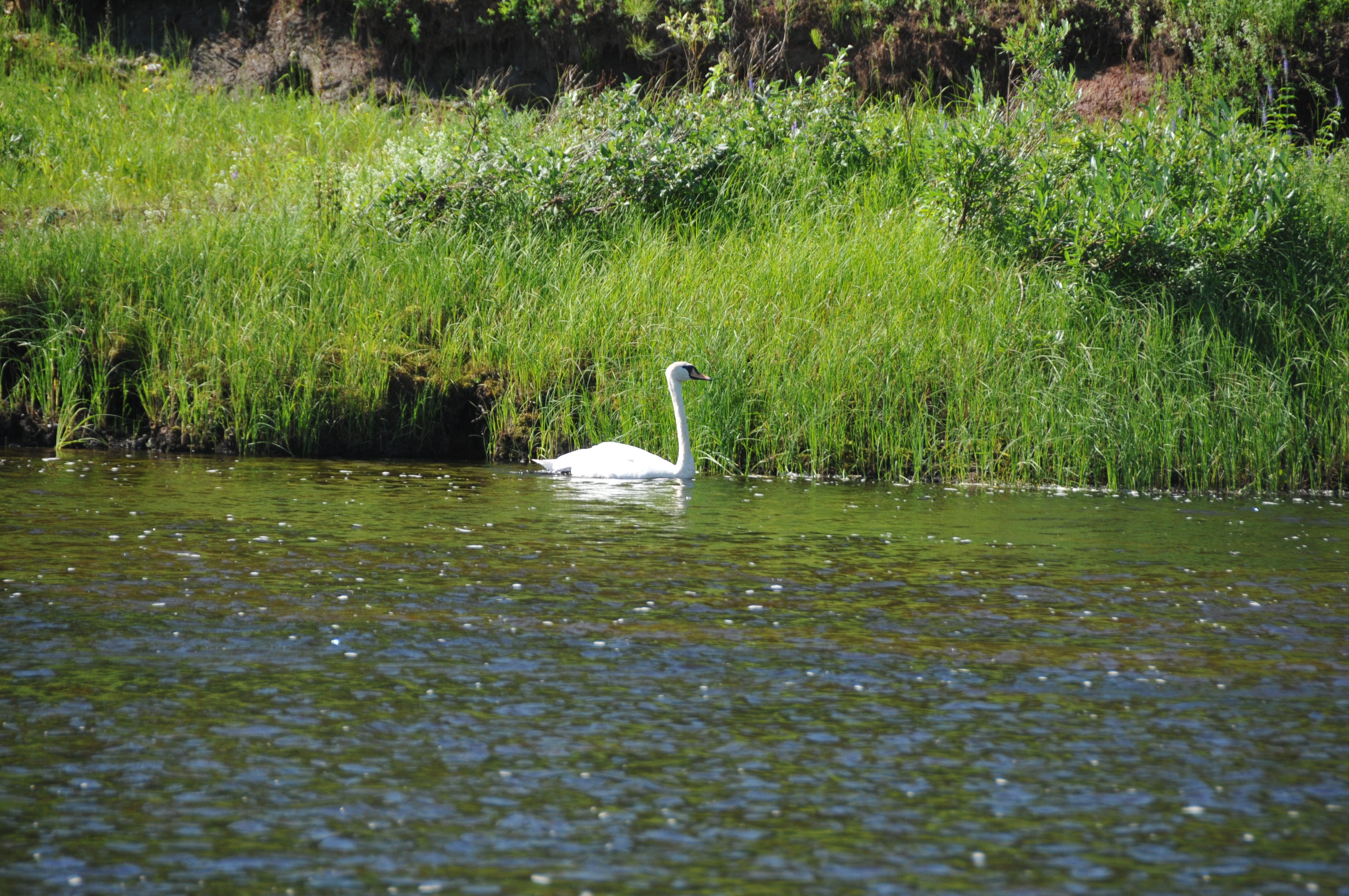
Лебедь-кликун в период линьки на плёсе в верхнем течении реки

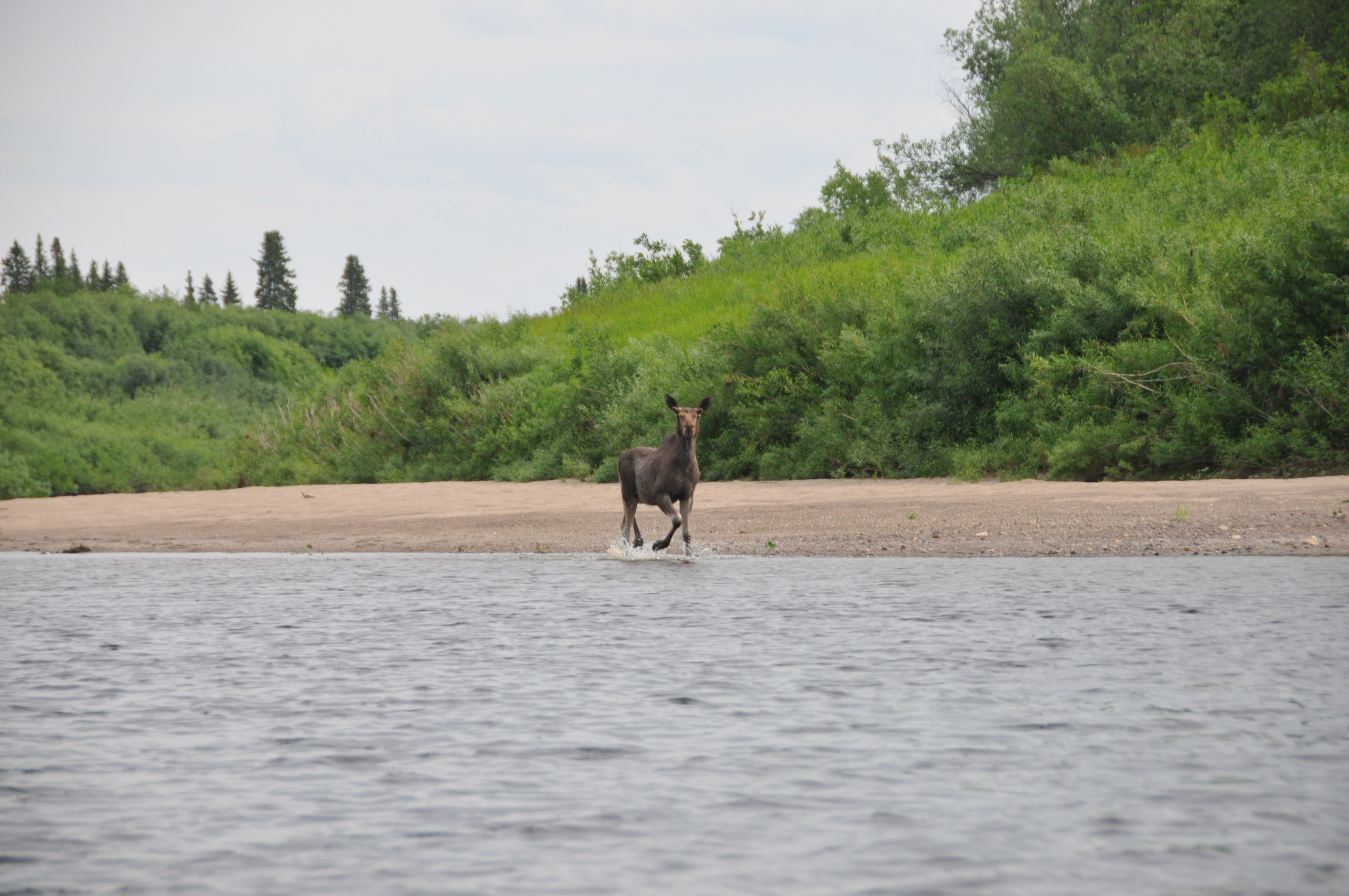
Лось на берегу Сулы

Донные отложения реки часто покрыты нитчатыми и сине-зелёными водорослями. Река характеризуется высокой численностью, но низкой биомассой зообентоса, что характерно для тундровых рек данного региона. Структура донных сообществ включает 30 групп беспозвоночных, из которых наиболее обильны и разнообразны двукрылые.
Сула относится к рекам высшей категории рыбохозяйственного использования. Печорский бассейн — особый регион, уникальность которого заключается в том, что здесь проходят западная и восточная границы распространения многих сибирских и европейских представителей ихтиофауны и происходит частичное перекрывание их ареалов, что определяет биоразнообразие. Река является местом обитания многих видов рыб, имеющих промысловое значение для местного населения. К таким видам можно отнести щуку, окуня, сига, язя, налима, европейского хариуса, сорогу. Вылов биоресурсов также ведется рыболовецкими хозяйствами.
В бассейне реки отмечено более 30 видов птиц, среди которых лебедь-кликун, орлан-белохвост, чёрный коршун, ворон, поморник, серый журавль, сапсан и другие. Многие виды орнитофауны Сулы занесены в Красную книгу НАО и Красную книгу России. Из крупных млекопитающих на берегах Сулы встречаются лось, бурый медведь, лисица, заяц-беляк, разные виды куньих и в небольших количествах (приблизительно 1 особь на 1000 га территории) — краснокнижный дикий северный олень.

## Судоходство, речная инфраструктура

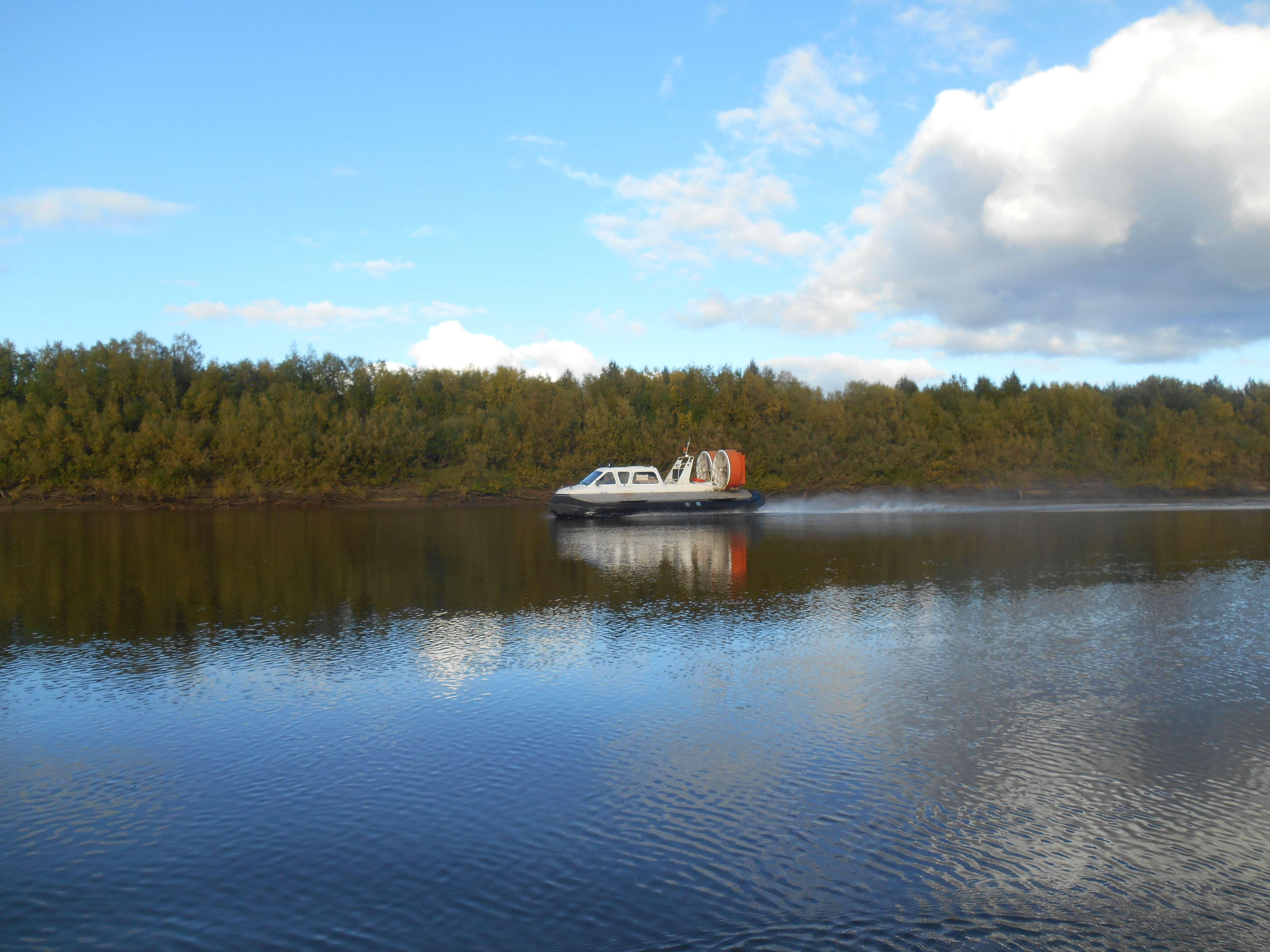
Судно на воздушной подушке на Суле

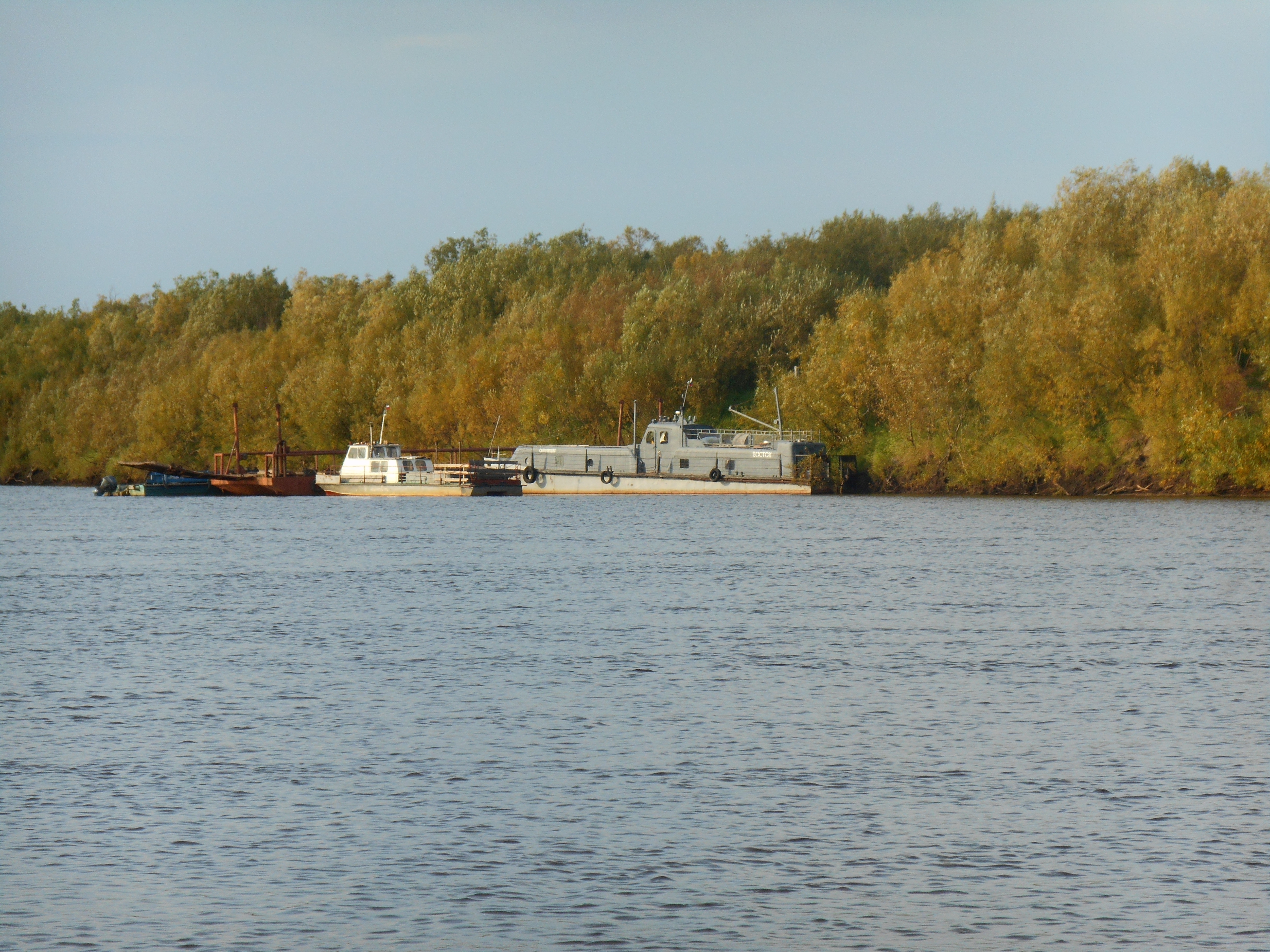
Паромная переправа на Суле

Река судоходна до села Коткино (101 км от устья), в межень — только для моторных лодок и судов на воздушной подушке, в том числе осуществляющих регулярные перевозки по маршруту Нарьян-Мар — Щелино — Коткино. Суда предназначены для перевозки пассажиров и грузов в летнее или зимнее время, в том числе с кратковременным выходом на берег, что особенно актуально для населённых пунктов на Печоре и её притоках в условиях деградации речной портовой инфраструктуры, в частности повсеместного списания и утилизации дебаркадеров. Для более крупных судов (танкерных и сухогрузных речных барж, буксиров и др.) движение по реке возможно в короткий период (как правило, 1 — 2 недели) в конце весны — начале лета. Именно в «большую воду» в Щелино и Коткино по Суле доставляется уголь и другие грузы в рамках Северного Завоза.
На реке действует автомобильная паромная переправа, расположенная несколькими километрами ниже села Коткино. Переправа организована в целях обеспечения работы животноводческой фермы. В Коткино и Щелино есть пристани. Пристань в Коткино оборудована плавучим причальным сооружением, которое может использоваться для разгрузки дизельного топлива. В связи с принятием решения о существенном расширении маршрутной сети водного транспорта на Суле, запланировано строительство нового причала в селе Коткино.

## Населённые пункты
На Суле, её притоке Сойме, а также на Сульском Шаре (территория т. н. Присулья) существует несколько населённых пунктов, из которых на данный момент часть является упразднёнными: д. Гусенцы (упразднена, указывается как урочище, дома перемещены в пос. Харьяга, осталась рыболовецкая тоня), д. Сула, ранее - Сульский выселок, Мысова (упразднена, указывается как урочище, дома перемещены в с. Коткино), пос. Ледково (упразднён, дома перемещены в пос. Хонгурей, оставшиеся постройки с середины 70-х используются коткинской сельской администрацией в качестве детского летнего лагеря), с. Коткино, ранее - Коткинский выселок, селение Сула (332 жителя), д. Щелино (50 жителей). Упразднение населённых пунктов проводилось в 50-х — 60-х годах прошлого века в рамках программы по укрупнению колхозов. Село Коткино и деревня Сула выполняли роль станций на зимнем тракте из Мезени в Пустозерск, протяженностью 550 верст, который пролегал через Канинскую и Тиманскую тундры. Зимник выходил на реку Сулу в устье Соймы, шёл по Суле до села Великовисочное и далее вниз по Печоре. С 30-х годов XX века конечным пунктом зимника стал Нарьян-Мар. Вдоль реки по правому берегу проходит недействующая телеграфная линия Архангельск — Нарьян-Мар (участок Нижняя Пёша — Коткино) постройки 30-х годов прошлого века. Село Коткино находится на месте двух древних стоянок (эпохи раннего железа — «Коткино I» и эпохи бронзы — «Коткино II»), что свидетельствует о существовании поселений в долине Сулы, как минимум, с XIII века.

## Туризм
Туризм на Суле, как правило, носит неорганизованный характер. Наиболее часто туристы используют реку для достижения территории природного парка «Северный Тиман». Ограничения в развитии туризма связаны как с удалённостью, отсутствием населённых пунктов и низкой транспортной доступностью реки, так и с технической и организационной сложностью спортивно-туристических маршрутов. При этом, в проекте стратегии социально-экономического развития Ненецкого автономного округа до 2030 года указываются приоритетные направления развития туристической отрасли НАО, среди которых перечислен водный и пеше-водный туризм.
Одной из первых попыток популяризации направления стал документальный фильм «Сула — река тундры», снятый в 1980 году режиссёром М. А. Заплатиным на киностудии «Пермьтелефильм». В 1988 году в альманахе «Ветер странствий» вышел его очерк «Сула — дочь Тимана» о путешествии съёмочной группы по Суле. Ранние туристические маршруты по Суле совпадали с частью старого торгового пути (участок от Пёши до Печоры) и включали в себя подъём по притоку Пёши — реке Волоковая, переход на оз. Сульское и сплав по Сульской виске и Суле. Сегодня туристические пеше-водные маршруты по Суле, чаще всего представляют из себя подъём по реке до одного из левых притоков (Щучья, Нижняя Каменка, Верхняя Каменка), подъём по какому-либо из них с последующим переходом водораздела для попадания в бассейн реки Белая. Обратный маршрут в Сулу может пролегать через реки Индига, Большая Светлая, Щучья или через Индигу, Урдюжскую Виску, Сойму. Последний вариант повторяет старинный поморский маршрут от Чёшской губы до устья Сулы — так называемый Индигский водно-волоковый путь.

## Экология, антропогенное воздействие

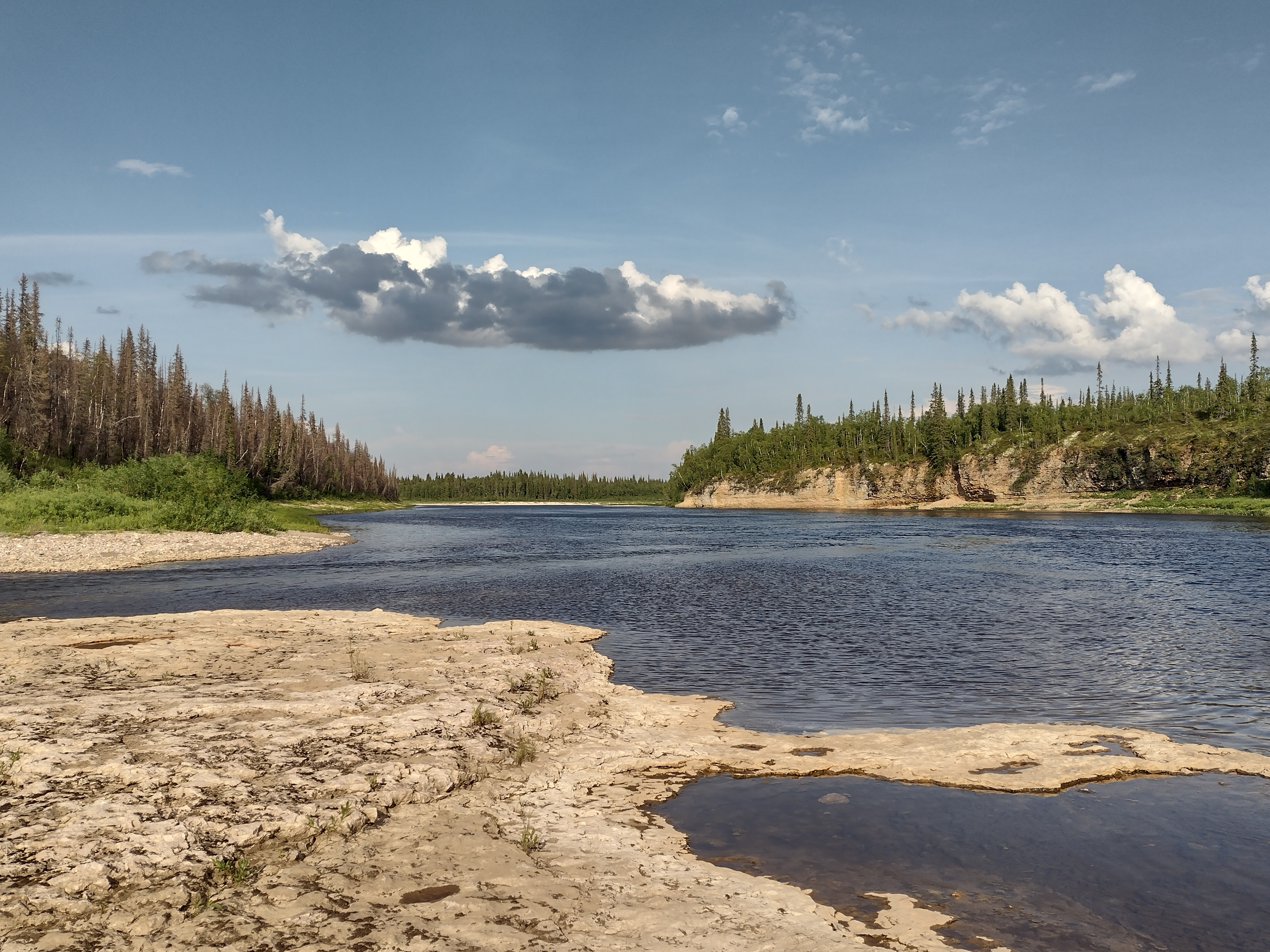
Впадение Щучьей в Сулу. Слева виден пострадавший от низового пожара в 2020 году лес. Причина пожара антропогенная

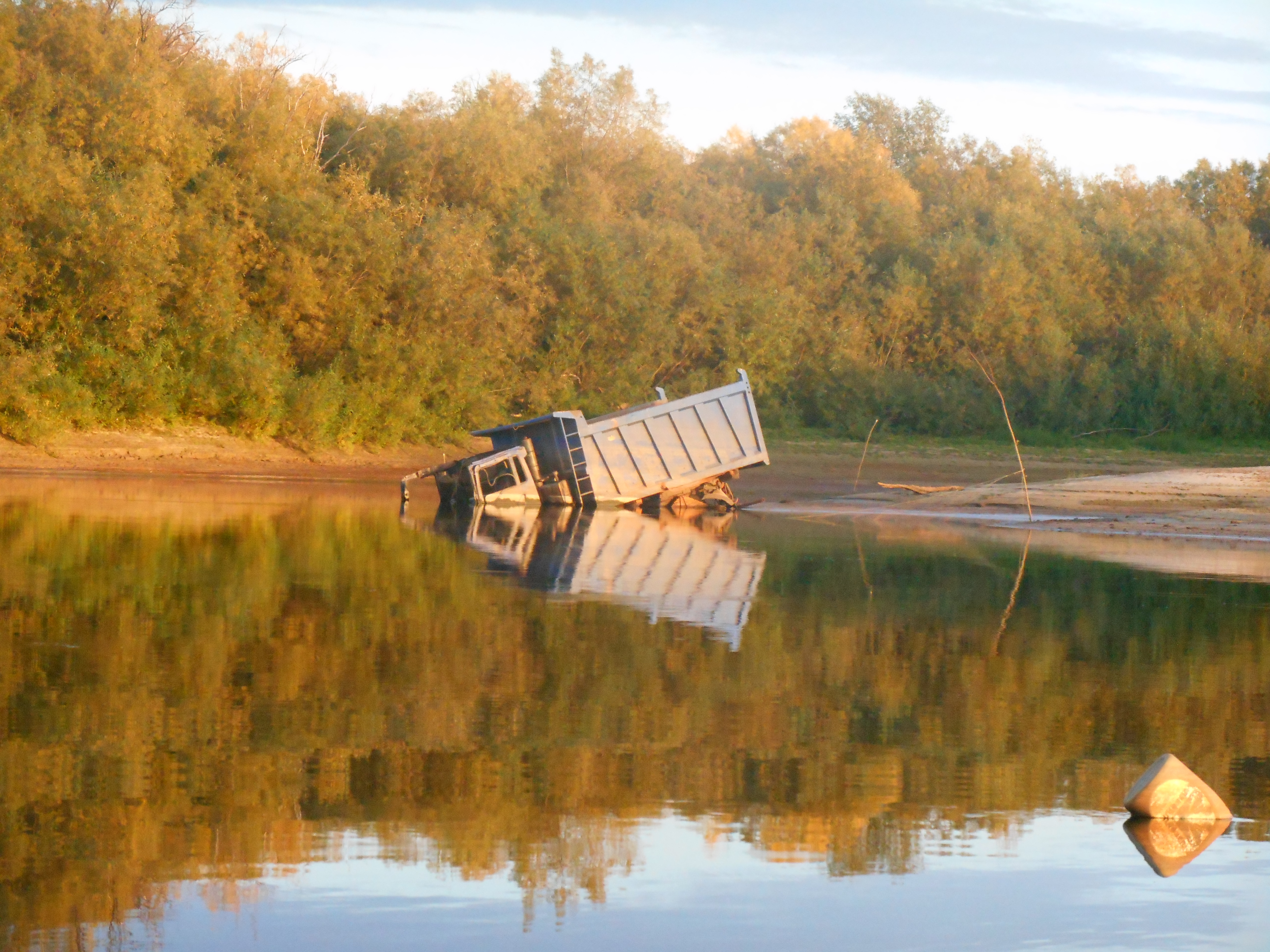
Один из двух грузовых автомобилей, провалившихся под лёд на Суле близ урочища Гусенцы весной 2017 года.

Сула относится к водоёмам 1-й категории водопользования. Качество воды в водоёме зависит от времени года и может превышать гигиенические нормативы по цветности, окисляемости, содержанию меди, железа и марганца, что обусловлено природными факторами. Интенсивное развитие нефтяных промыслов на территории Ненецкого автономного округа привело к увеличению антропогенной нагрузки на водные экосистемы как самой Печоры, так и её бассейна. В водоёмах округа, начиная с конца прошлого века, наблюдается многократное падение промысловых уловов. Причина деградации рыбных ресурсов связана как с локальными техногенными загрязнениями водосборов малых и средних рек, так и с повышением доступности водоемов в результате развития сопутствующей нефтеразработкам транспортной инфраструктуры. При этом, эксплуатация рыбных ресурсов зачастую носит несанкционированный и нерациональный характер, что быстро приводит к их истощению. Для Сулы это актуально в отношении популяции сига и европейского хариуса. Оба вида указаны в Приложении к Красной книге НАО в качестве подлежащих государственному мониторингу. Сохранению биоразнообразия и снижению антропогенного воздействия на природные комплексы бассейна реки Сула, обладающих ограниченной способностью к самовосстановлению, могли бы способствовать поддержка предприятий, занимающихся аквакультурой, борьба с браконьерством, а также расширение сети региональных ООПТ. В частности, выдвигалось предложение объявить часть бассейна реки Сула территорией, попадающей под действие Рамсарской конвенции.

## Притоки (км от устья)
По данным государственного водного реестра России и картографическим данным Сула имеет следующие притоки:
- 39 км: без названия
- 49 км: Столбовая
- 57 км: Голая
- 64 км: без названия
- 71 км: Большая Хариусная
- 80 км: Большая Янгыта
- 101 км: ручей Няшинский
- 104 км: Сойма
- 116 км: Большая Пула
- 133 км: Хальмершор
- 142 км: Лебезный
- 152 км: Малая Пула
- 162 км: Травянка
- 190 км: без названия
- 195 км: Щучья
- 196 км: Малая Янгыта
- 208 км: Сосновый
- 215 км: Еловый
- 240 км: Нижняя Каменка
- 241 км: Верхняя Каменка
- 242 км: Пульская Виска
- 258 км: Кривой Шор
- 276 км: Напарьяшор
- 280 км: Нярмылькшор
- 291 км: Ефим-Шор
- 294 км: Верхний Ефим-Шор
- 302 км: Весёлая
- 320 км: Грубый
- 324 км: Сульская Виска
- 339 км: Сульская Рассоха